# غايتهاين
غايتهاين (بالألمانية: Geithain) هي بلدة ألمانية تقع في ألمانيا في ساكسونيا. يقدر عدد سكانها بـ 6,347 نسمة .

## المدن التوأمة
مدينة Veitshöchheim هي مدينة توأمة لـغايتهاين.